# Аргумент перихела
Аргумент перихела  је један од орбиталних елемената којим се описују орбите небеских тела (нпр. планета) око Сунца. Када се говори о орбитама уопште, назив овог орбиталног параметра је аргумент перицентра.
Аргумент перихела (или перицентра уопште) се дефинише као угао између узлазног чвора и перихела, мерен од орбиталне равни. Сабирањем аргумента перицентра и лонгитуде узлазног чвора добија се лонгитуда перицентра орбите.
Аргумент перихела од 0° значи да ће тело бити у перихелу у тренутку када буде прелазило еклиптику са јужне на северну страну, тј. када буде у узлазном чвору.
Аргумент перихела од 90° значи да ће тело бити у перихелу у тренутку када буде на најсевернијој тачки своје путање.